# رشيد عبد الله
رشيد عبد الله (بالإنجليزية: Rashid Abdallah)‏ هو سياسي تنزاني، ولد في 2 ديسمبر 1959 في سلطنة زنجبار. حزبياً، نشط في الجبهة المتحدة المدنية. في 2015 Tanzanian general election ‏، انتخب عضو الجمعية الوطنية لتنزانيا عن دائرة Tumbe ‏ وقد انضم خلال فترته النيابية ‏ (29 أكتوبر 2015 – ) للكتلة البرلمانية الجبهة المتحدة المدنية.